# 비보호 좌회전
《비보호 좌회전》(Left Turn At Your Own Risk)은 한국에서 제작된 안승혁 감독의 2009년 드라마 영화이다. 김민재 등이 주연으로 출연하였다.

## 출연

### 주연
- 김민재
- 김충호
- 최용현
- 고무영

## 기타
- 프로듀서: 신기혜
- 녹음: 권영창
- 믹싱: 송영호
- 미술: 현승은
- CG: 김건